# Phryganistria tamdaoensis
Phryganistria tamdaoensis ist eine Art der Gespenstschrecken aus Vietnam. Die Art wurde im Jahr 2014 neu beschrieben und erlangte öffentliche Aufmerksamkeit als eine der „Top 10 New Species of 2015“ des College of Environmental Science and Forestry der State University of New York.

## Merkmale

### Weibchen
Es handelt sich um eine schlanke, stabförmige Gespenstschrecke mit zylindrischem Körper, der etwa 20 bis 23 Zentimeter Länge erreicht, und langen, schlanken Beinen; der Körper ist für eine Stabheuschrecke eher robust und nicht so grazil gebaut wie bei einigen anderen Gattungen. Die Tiere sind hell bräunlich oder grünlich mit braunen Flecken gefärbt. Ausnahmen: Der basale Abschnitt der Profemora ist rosa getönt, die Kiele auf den Schenkeln der anderen Beinpaare besitzen eine bläuliche Tönung, zwischen den Kielen sind rosa Zeichnungselemente vorhanden. Der Kopf trägt relativ große, runde Komplexaugen, die Antennen sind relativ kurz, insbesondere die letzten Glieder der Geißel. Das Pronotum ist kürzer und schmaler als der Kopf, das langgestreckte Mesonotum ist etwa 5 bis 5,5 mal so lang wie das Pronotum, das Metanotum etwa halb so lang, alle Rumpfglieder sind glatt und etwa parallelseitig. Das erste Abdominalsegment ist ungewöhnlich kurz und erreicht nur etwa ein Drittel der Länge des Metanotum. Die anschließenden mittleren Abdominalsegmente werden graduell länger und etwa vom vierten an schmaler. Die Cerci sind für die Gattung ungewöhnlich lang, lanzettlich geformt mit abgerundeter Spitze und abgeflacht. Die Art ist von anderen Vertretern der Gattung an der Gestalt der Cerci unterscheidbar. Schienen und Schenkel der Mittel- und Hinterbeine sind gekielt und tragen auf den Kielen prominente, teilweise gezackte Dornen.

### Männchen
Männchen sind mit etwa 16 bis 20 Zentimeter Körperlänge etwas kleiner als die Weibchen, der Körper ist an der breitesten Stelle gut 9 Millimeter breit. Kopf und Rumpf sind goldbraun gefärbt, Meso- und Metanotum besitzen in der Mitte des Segments je einen blauen Fleck, diese tragen seitlich schwarze Zeichnungselemente. Der Hinterleib ist goldbraun, die ersten Sternite sind mit einer blauen Zeichnung versehen. Die Schenkel aller Beinpaare sind rosa getönt mit blauen Kielen und abgesetzt schwarzen Dornen, Schienen und Tarsenglieder sind bräunlich-rosa gefärbt. Die Vorderbeine sind stark verlängert, ihre Schenkel sind länger als Kopf, Pro- und Mesonotum zusammen. Die Schenkel der Mittel- und Hinterbeinen sind deutlich angeschwollen und erreichen die Dicke des Mesonotums.

### Nymphen und Eier
Frisch geschlüpfte Nymphen sind etwa 20 bis 25 Millimeter lang und grün gefärbt. Die Eier sind, typisch für Gespenstschrecken, durch einen stielförmig abgesetzten  Mikropylarbecher vasenförmig. Die Eikapsel ist etwa 5 Millimeter lang, hat einen ovalen Umriss, eine glatte Oberfläche und ist braun gefärbt. Sie trägt einen deutlichen Kiel.

## Verbreitung
Phryganistria tamdaoensis ist in Vietnam ein Endemit. Die Art wurde im Norden Vietnams im Tam Đảo Nationalpark (Typlokalität) und im Naturschutzgebiet Da Krong gefunden.
Sie soll in den Gebieten nicht selten sein, ist aber aufgrund der kryptischen Gestalt trotz der Größe schwer zu finden. Die Individuen von Da Krong unterscheiden sich etwas von denjenigen aus Tam Dao und repräsentieren möglicherweise eine eigene Unterart. Obwohl aus Vietnam gut 70 Arten von Gespenstschrecken bekannt sind, zeigt der Neufund dieser, und weiterer sehr großer Arten, dass die Fauna des Landes wenig erforscht ist und hier noch zahlreiche weitere Arten zu erwarten sind.

## Phylogenie und Verwandtschaft
Die Gattung Phryganistria umfasst nach heutiger Kenntnis sechs Arten, die alle in Wäldern des tropischen Ostasien leben. Sie gehört in die Tribus Pharnaciini, die zahlreiche extrem große Gespenstschrecken-Arten umfasst, darunter die Rekordhalter unter den Insekten, was die Körperlänge angeht (die Art selbst ist zwar sehr groß, gehört aber nicht zu den größten Arten). Traditionell wurde sie als Mitglied der Unterfamilie Phasmatinae angesehen. In einer neueren Revision wurde sie der Unterfamilie Clitumninae der Familie Phasmatidae zugeordnet. Nach einer phylogenomischen Studie (anhand des Vergleichs homologer DNA-Sequenzen) erscheint diese Position aber wieder fraglich, es ergab sich eine Position nahe der Unterfamilie Cladomorphinae und der (vor allem in Australien lebenden) Lanceocercata. Die genaue Verwandtschaft muss demnach zurzeit als unsicher eingestuft werden.

## Zucht
Lebende Tiere der Art sind im Vivarium des Museum für Naturwissenschaften in Brüssel zu besichtigen. Sie wird aber auch von Hobbyzüchtern in Europa gehalten, wobei die ersten Tiere hier bereits vorhanden waren, bevor die Art wissenschaftlich beschrieben worden ist. Sie ist demnach mit Blättern von Brombeeren, Rotbuchen und Shallon-Scheinbeere als Futterpflanze zu halten. Die Art ist nachtaktiv.